# 나가사키현도 제15호선
15번 나가사키현도(일본어: 長崎県道15号崎戸大島線→나가사키현도 15호 사키토-오시마선)는 나가사키현 사이카이시를 관통하고 있는 주요 지방도이자 현도 노선이다.

## 노선 정보
- 기점: 나가사키현 사이카이시 사키토초 혼고
- 종점: 나가사키현 사이카이시 오시마초 (이 일대에서는 나가사키현도 194, 243호선과 동시에 접촉한다)
- 총 연장: 11.1 km

## 연혁
- 1993년 5월 11일: 건설성에서 이 현도인 사키토 오시마 선을 주요 지방도로 승격 및 지정

## 지리
- 통과하는 지자체: 사이카이시가 유일하다.

### 교차하는 도로
- 243번 나가사키현도 (사이카이시 오시마초)
- 194번 나가사키현도 (종점, 이 곳에서는 나가사키현도 제243호선의 종점이다)

### 연선
- 나가사키현립 오시마 고등학교(일본어판)